# East Norwich
East Norwich és una concentració de població designada pel cens dels Estats Units a l'estat de Nova York. Segons el cens del 2000 tenia 2.675 habitants.

## Demografia
Segons el cens del 2000, East Norwich tenia 2.675 habitants, 938 habitatges, i 772 famílies. La densitat de població era de 983,6 habitants/km².
Dels 938 habitatges en un 34,9% hi vivien nens de menys de 18 anys, en un 73,2% hi vivien parelles casades, en un 7,6% dones solteres, i en un 17,6% no eren unitats familiars. En el 14,6% dels habitatges hi vivien persones soles el 6,9% de les quals corresponia a persones de 65 anys o més que vivien soles. El nombre mitjà de persones vivint en cada habitatge era de 2,79 i el nombre mitjà de persones que vivien en cada família era de 3,1.
Per edats la població es repartia de la següent manera: un 23,3% tenia menys de 18 anys, un 4,9% entre 18 i 24, un 29,2% entre 25 i 44, un 26% de 45 a 60 i un 16,6% 65 anys o més.
L'edat mediana era de 41 anys. Per cada 100 dones de 18 o més anys hi havia 92,2 homes.
La renda mediana per habitatge era de 91.917 $ i la renda mediana per família de 101.901 $. Els homes tenien una renda mediana de 70.967 $ mentre que les dones 41.553 $. La renda per capita de la població era de 36.910 $. Entorn del 2,2% de les famílies i el 3,7% de la població estaven per davall del llindar de pobresa.